# Richard Gregory
Richard Langton Gregory (Londra, 24 luglio 1923 – Bristol, 17 marzo 2010) è stato uno psicologo e neuroscienziato britannico.

## Biografia
Gregory era il figlio dell'astronomo Christopher Gregory, il primo direttore dell'Osservatorio dell'Università di Londra,  è quindi cresciuto presto con strumenti ottici.
Gregory ha lavorato nella Royal Air Force nel campo dei radar durante la seconda guerra mondiale - subito dopo ha tenuto conferenze pubbliche molto frequentate sui radar per conto del Dipartimento dell'Aviazione. Dal 1947 studia psicologia sperimentale e filosofia all'Università di Cambridge (Downing College) (master nel 1950). Dal 1950 è stato poi scienziato nel gruppo di psicologia applicata presso l'Università di Cambridge, in parte anche nella Royal Navy per sviluppare esperimenti sulla fuga da sottomarini affondati. Nel 1953 divenne un dimostratore e poi un docente a Cambridge. Nel 1962 divenne Fellow del Corpus Christi College, Cambridge. Nel 1967 è andato all'Università di Edimburgo come professore di bionica. Ha fondato lì la Facoltà di intelligenza artificiale e percezione con Christopher Longuet-Higgins e Donald Michie. Dal 1968 al 1970 è stato presidente della facoltà.
Dal 1970 al 1988 è stato direttore del Brain and Perception Laboratory della Medical School dell'Università di Bristol; dal 1988 è Professore emerito presso la Facoltà di psicologia.
È stato professore in visita presso la UCLA (1963), MIT (1964), Università di New York (1966), Università della California, San Diego, visiting scholar presso Bell Laboratories (1973) e Osher Visiting Fellow presso l'Exploratorium di San Francisco (1989).

## Lavoro e lode
Gregory è meglio conosciuto per le sue indagini sulla percezione visiva e le sue illusioni. Ha anche costruito diversi nuovi strumenti come una fotocamera che corregge la turbolenza atmosferica nei telescopi e un "microscopio a immagini solide".
Nel 1978 ha fondato l'Exploratory Hands-on Science Center di Bristol, il primo museo della scienza in Gran Bretagna, di cui è stato presidente (e direttore scientifico onorario) fino al 1991 e direttore dal 1991 al 1999. Ha anche scritto ed è apparso in numerosi programmi televisivi e radiofonici per la BBC, tra cui le sue lezioni di Natale della Royal Institution (Cristmas Lectures, in una lunga tradizione da Faraday) sono state trasmesse nel 1969/70 (The Intelligent Eye).
Negli anni '60 ha anche diretto (con il grado di colonnello nell'aeronautica americana) uno Special Senses Laboratory, che avrebbe dovuto addestrare gli astronauti dell'Apollo nelle manovre lunari per mutate condizioni percettive.
Con Jean Wallace ha studiato il raro caso di un adulto che ha riacquistato la vista dalla cecità completa ("Recovery from early blindness – a case study", Cambridge 1963). Con gli studenti ha esaminato il primitivo meccanismo visivo (come il meccanismo di scansione di una telecamera) del copepode Copilia Quadrata, che vive nelle profondità del Golfo di Napoli.
Nel 1972 ha fondato la rivista Perception. È autore di numerosi libri, il suo libro "Eye and Brain", pubblicato per la prima volta nel 1967, divenne particolarmente noto.
Nel 1991 ha ricevuto il Michael Faraday Prize della Royal Society. È membro della British Psychological Society, della Royal Society of Edinburgh (1969), della Royal Society (1992), dell'Institute of Physics e della Royal Society of Arts. Nel 1983 ha conseguito un PhD (D.Sc.) presso l'Università di Bristol. È anche dottore plurimo onorario.

## Opere
- Recovery from Early Blindness: A Case Study (1963), with Jean Wallace, Exp. Soc. Monogr. No.2. Cambridge: Heffers. {C & M of P. pp. 65–129}.
- Eye and Brain: The Psychology of Seeing (1966), London: Weidenfeld and Nicolson. [in twelve languages]. Second Edition (1972). Third Edition (1977). Fourth Edition (1990). USA: Princeton University Press; (1994) Oxford: Oxford University Press. Fifth Edition (1997) Oxford University Press and (1998) Princeton University Press.
- The Intelligent Eye (1970), London: Weidenfeld and Nicolson. [in 6 languages].
- Illusion in Nature and Art (1973), (ed. with Sir Ernst Gombrich), London: Duckworth.
- Concepts and Mechanisms of Perception (1974), London: Duckworth. [collected papers].
- Mind in Science: A History of Explanations of Psychology and Physics (1981), London: Weidenfeld and Nicolson; USA: CUP. Paperback, Peregrine (1984). (Macmillan Scientific Book Club choice). Transl. Italian, La Mente nella Scienze, Mondadori (1985).
- Odd Perceptions [essays] (1986), London: Methuen. Paperback (1988) Routledge. (2nd edition 1990–91).
- Creative Intelligences (1987), (ed. with Pauline Marstrand), London: Frances Pinter. ISBN 0-86187-673-3.
- Oxford Companion to the Mind (1987), (ed., with Zangwill, O.), Oxford: OUP. [translated into Italian, French, Spanish. In TSP Softbacks, and other Book Clubs]. (Paperback 1998).
- Evolution of the Eye and Visual System (1992), (ed. with John R. Cronly-Dillon), vol. 2 of Vision and Visual Dysfunction. London: Macmillan.
- Even Odder Perceptions (1994), [essays]. London: Routledge.
- The Artful Eye (1995), (ed. with J. Harris, P. Heard and D. Rose). Oxford: OUP
- Mirrors in Mind (1997), Oxford: W. H. Freeman/Spektrum. (1998) Penguin.
- The Mind Makers (1998), London: Weidenfeld and Nicolson.
- Seeing Through Illusions (2009), OUP.
- Main journal publications at http://www.richardgregory.org/